# Lockheed F-117 Nighthawk
El Lockheed F-117 Nighthawk fue un avión furtivo estadounidense. Su denominación F (Fighter) fue asignada durante su periodo de pruebas, ya que debido a su estricto secreto, se seleccionaba a pilotos de caza como parte del nuevo grupo de vuelo, por lo que a pesar de ser un bombardero  (B-117) con denominación A (Attack), terminó siendo conocido como un caza furtivo de la primera generación. Sin embargo, debido a los bombardeos efectuados por estas aeronaves en la guerra del Golfo, le permitiría también entrar en la clasificación de bombardero táctico con denominación B (Bomber); esto tiene relevancia ya que la aeronave puede entrar en territorio enemigo sin ser detectado y eliminar objetivos con bombas de caída libre o teledirigidas, cumpliendo así la función de bombardeo a mediano alcance.

## Historia

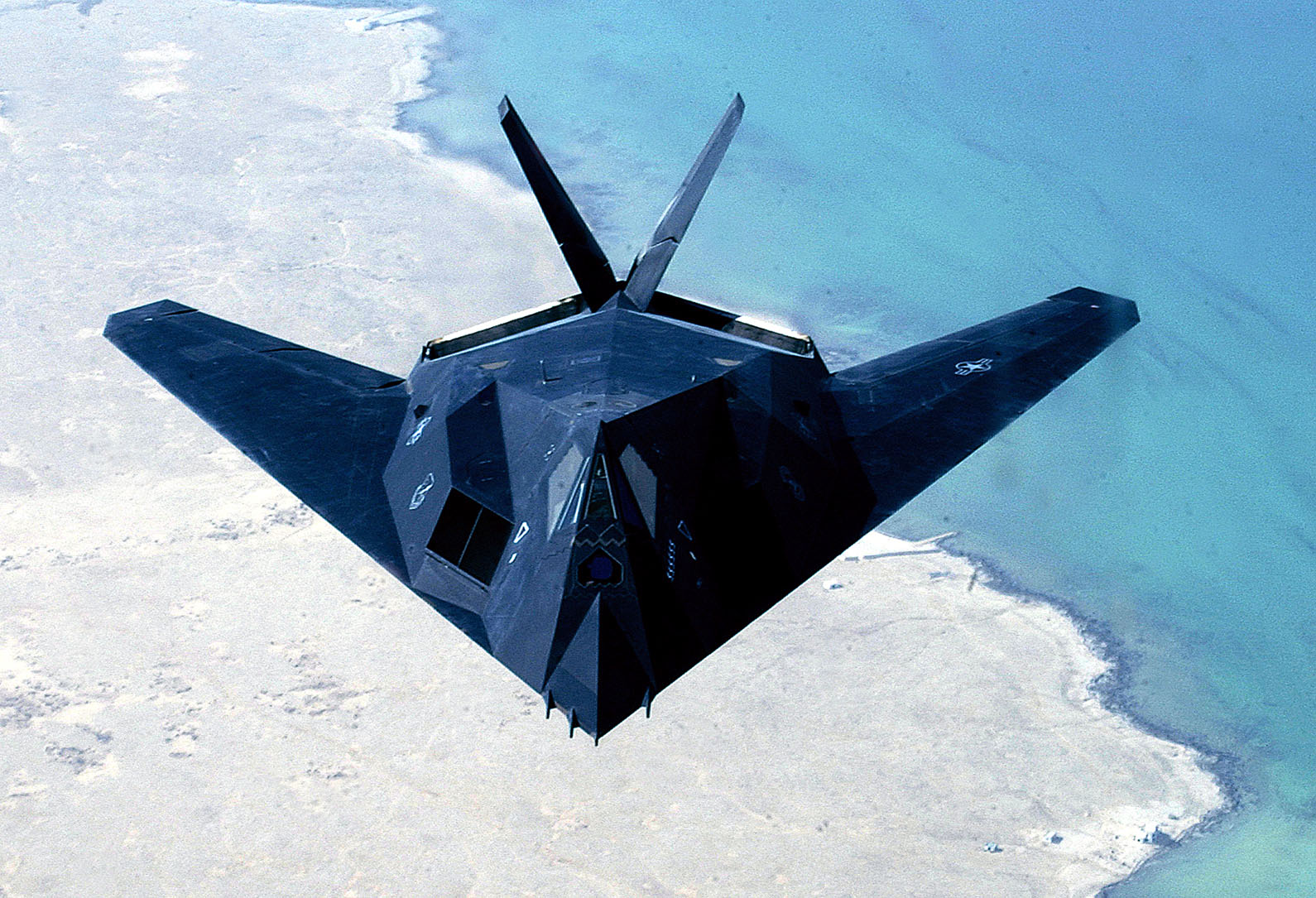
F-117 sobre el mar

El F-117 Nighthawk fue desarrollado en secreto desde la década de los años setenta, si bien no fue hasta la segunda mitad de los años ochenta cuando se reveló su existencia como un avión de ataque de diseño furtivo, con capacidad de transportar dos bombas guiadas por láser y satélite GPS.
El combate contra otros aviones caza no era su oficio, fue diseñado exclusivamente para penetrar los sistemas de defensa y radar enemigos, para dar el ataque inicial contra los radares y sistemas defensivos del enemigo, bases de mando, estaciones de control y lanzadores de misiles, para permitir el ataque posterior de otros aviones bombarderos convencionales, aviones caza y misiles. Volaba solo sin escolta y sin sistemas defensivos. Por ser un avión único en su tipo, su única defensa era mantenerse invisible a los radares, volando en forma furtiva sobre territorio enemigo.

### Desarrollo
El principio físico en que se basa el avión Stealth fue propuesto por el matemático soviético Pyotr Ya Ufimtsev en un seminario científico en el Instituto de Ingeniería de Radio y Electrónica de Moscú titulado “Método de ondas cortas en la física teórica de difracción”. Ufimtsev observó que la onda rebotada del radar no es proporcional al tamaño del objeto, de lo que dedujo que, incluso aviones de gran envergadura, podrían hacerse Stealth. Sin embargo, el diseño Stealth haría al avión aerodinámicamente inestable. El nivel computacional de la década de los 60 no era suficiente para diseñar un avión de estas características.
Además de tener invisibilidad a las ondas de radar, en el diseño se buscaba también la visual, lo que hacía que las tomas de aire de los motores debian estar protegidas contra la detección por infrarrojos. Por último el avión debía ser pequeño y muy rápido, u operar de noche, para dificultar su detección por el ojo humano.
En 1970 Lockheed descubrió los trabajos de Ufimtsev y comenzó el desarrollo del avión Stealth. Su diseño furtivo al radar se basaba en la minimización del área de eco radar, haciendo que las ondas de radar que impactaran sobre el avión fueran desviadas o atenuadas. La decisión de producir el avión fue dada en 1973 y el contrato le fue otorgado a Lockheed Advanced Development Projects popularmente conocido como Skunk Works, en Burbank, California. Tras la experiencia en Vietnam el Pentágono estaba muy interesado en nuevos medios que le permitieran enfrentarse a la defensa aérea del Pacto de Varsovia en caso de guerra en Europa.
El proyecto recibió el nombre interno y algo desdeñoso de "The Hopeless Diamond" en 1975 debido a su extraña apariencia y dudas acerca de su viabilidad. El primer vuelo del modelo a escala tuvo lugar en 1977 auspiciado por el programa Have Blue, siendo posible gracias a las nuevas tecnologías Fly-by-wire. Al diseño se unió el diseño de un recubrimiento de material absorbente de ondas radar que absorbía su energía convirtiéndola en calor. El primer prototipo, XST-1, realizó 36 vuelos antes de perderse en un accidente. El segundo, HB-1002, voló 52 ocasiones entre 1978 y 1979 antes de perderse en otro accidente.
Una vez aprobado el concepto, el primer vuelo de un prototipo real del F-117 fue en 1982, y su certificación operacional se dio en 1983, siendo entregado el último de los 59 aviones en 1990. La Fuerza Aérea negó y trató de ocultar su existencia aunque existían rumores hasta 1988, cuando se hizo pública una fotografía en blanco y negro. Hasta entonces se habían recurrido a técnicas de desinformación, como extender rumores acerca de la existencia de un avión de Lockheed llamado F-19 o un sucesor del SR-71 prácticamente invisible para los radares llamado Aurora. Se cree que la URSS ya conocía su existencia algunos años antes de hacerse público. En abril de 1990 volaron dos aviones a la base Nellis para que el público los viera. El año siguiente se emplearon en gran número basados en Arabia Saudí en misiones de combate sobre Irak.
Desde 1992 hasta su retirada, toda la flota de F-117A se encontraba en la Base Aérea de Holloman, en Nuevo México.
Varios F-117 fueron pintados en gris como parte de un experimento para determinar la efectividad del avión durante vuelos diurnos. Otras mejoras fueron implementadas en 2004 y 2005.

### Concepto

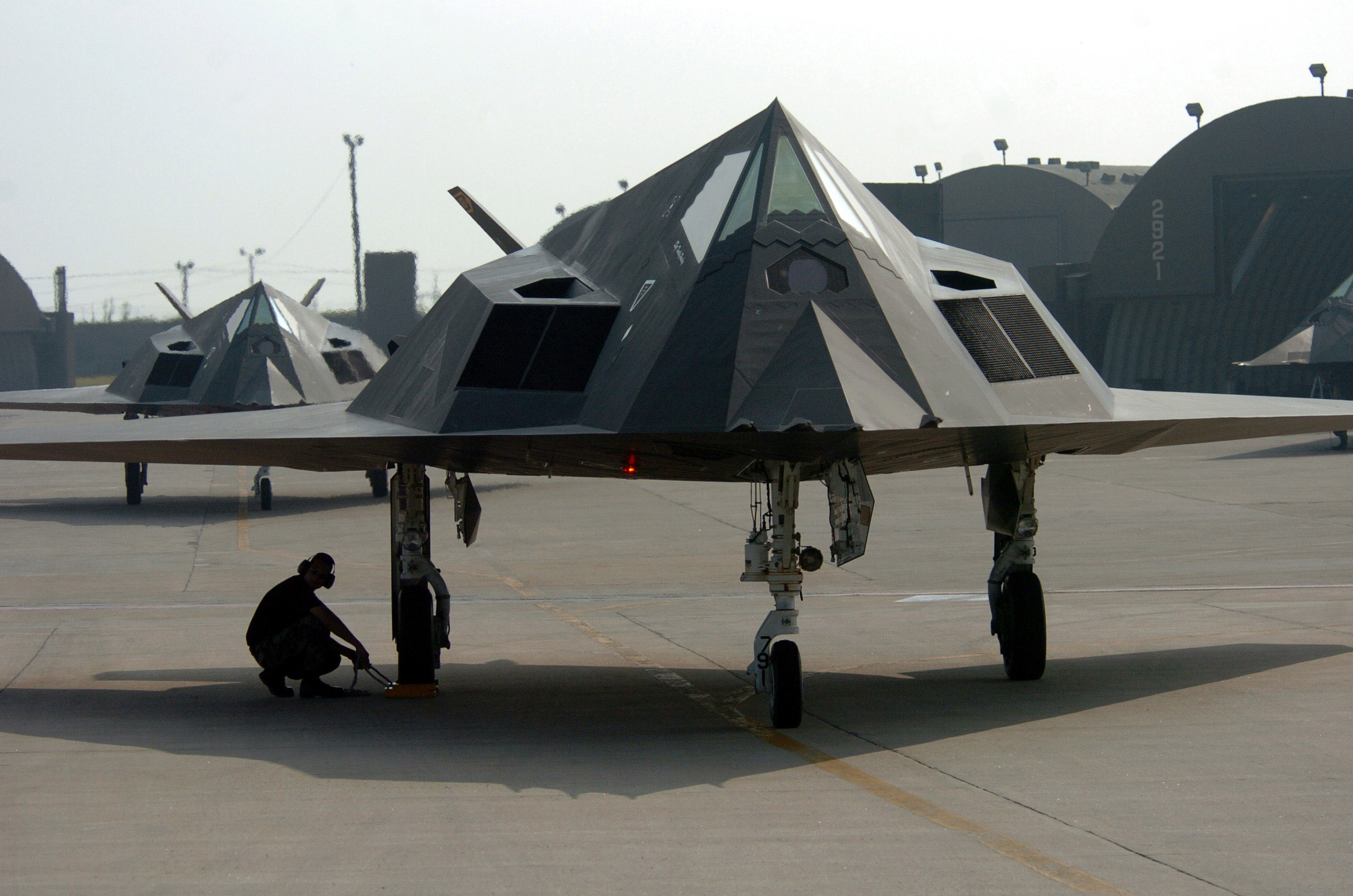
Dos F-117 en tierra

Era sabido que el radar experimentaba problemas para localizar objetos con superficies facetadas, pero tratar de aplicar esta idea de facetas a una aeronave -donde la aerodinámica es fundamental para poder lograr un diseño estable- se convirtió en el desafío para la Lockheed.
A través de un programa por computadora, se fueron ayudando para obtener el diseño del primer prototipo, con su forma en planta de un diamante. Sin embargo, no solamente el avión debía ser indetectable, sino también toda su carga, por lo cual se debió usar bodegas internas de carga para las bombas y misiles. Para lograr que fuera efectivo el diseño, las tomas de aire de los motores debieron ser cubiertas con una malla especial para reflejar las ondas y reducir la firma infrarroja. Las compuertas del tren de aterrizaje, bodega de carga y cabina, debieron ser hechas con forma dentada para mantener el patrón y los paneles de la cubierta de la carlinga se recubrieron con una película de oro. Finalmente el avión entero está recubierto por una pintura que absorbe las ondas de radar debido a lo cual, la radiación que no absorbe la pintura, es dispersada de manera tan difusa que resulta imperceptible para un radar.
Para mejorar la discreción el avión no llevaba radar, con lo que evitaba emisiones electromagnéticas. A cambio estaba equipado con un sofisticado sistema de navegación y ataque, siendo de los primeros aviones militares equipados con sistema GPS. También contaba con sistema de visión infrarroja hacia delante FLIR y un sistema de visión infrarroja hacia abajo (DLIR), que incluían un marcador de blancos para bombas guiadas por láser.
Debido a su forma inusual, el F-117A es aerodinámicamente inestable, por lo que para su control se hacía necesario el uso del sistema Fly-by-wire entonces innovador.

### Proyecto
En 1974 la Agencia de Proyectos de Investigación de Defensa (siglas DARPA en inglés) se convocó el concurso para el diseño teórico de una aeronave, tripulada o de control remoto, que fuera invisible a los sensores enemigos. El concurso se denominó XST (eXperimental Survivable Tactical) y solo dos empresas llegaron al proceso final de presentar prototipos, eXperimental Survivable Testbed en el verano de 1975.
Los modelos a escala de Lockheed y Northrop fueron montados en un poste para así ser evaluada su sección transversal radar. El diseño de Northrop era mejor en lo aerodinámico y estaba optimizado para tener una sección transversal inferior en un rango más amplio de frecuencias de radar, pero su firma de radar lateral era mayor al estar optimizado el diseño para las partes delanteras y traseras, las de mayor riesgo  durante la maniobra de ataque al objetivo. Cuando la DARPA dio por ganador al concepto de Lockheed al acercarse más a los requerimientos del concurso, se pasó a la fase de prototipos en vuelo. En este momento el programa Have Blue arrancó, resultando en dos prototipos que más tarde evolucionarían en el YF-117.
Una vez aprobada la compra del F-117, se necesitaba construir el avión sin levantar sospechas del proyecto. Por ello, y por la necesidad de contener los costes, se emplearon componentes de aviones ya en servicio en el arsenal norteamericano, como el A-10 Thunderbolt II, el F-15 Eagle, el F-16 Fighting Falcon y el F/A-18 Hornet.
Irónicamente para conseguir fondos para el Programa, el Pentágono insistía cerca de la segura existencia de un programa equivalente en la URSS. Sin embargo, no fue hasta 2009 que un fabricante ruso de aviones fue capaz de crear un prototipo de un avión Stealth. Durante todos esos años solo Estados Unidos contó con esa tecnología.

## Historia operacional

### Misiones
Debido al gran secreto en el que estaba envuelto el F-117 durante los primeros años, la selección de sus pilotos a menudo se basaba
en el boca a boca siendo solo seleccionados pilotos de probada y extensa experiencia con expedientes inmaculados que pasaban alrededor de un año de entrenamiento para adaptarse al avión.
Los aviones estaban basados en Tonopah, como parte del 4450th Tactical Group, y a menudo se simulaba el perfil de vuelo empleando el A-7 Corsair II como tapadera. Durante los primeros años se realizaron algunos despliegues de la unidad a otras bases de la USAF, incluidas las de Corea y Reino Unido que es donde hubieran sido desplegados en caso de guerra, empleandose el A-7 Corsair II en esos despliegues fuera de Tonopah para mantener el secreto sin afectar a la operatividad y entrenamiento de los pilotos. Prueba del alto nivel de secreto es que en Tonopah prácticamente solo se volaba de noche y solo compartieron base con las unidades de la USAF equipadas con Mig, otro de los programas secretos de la USAF en aquellos años. Cuando la base quedó pequeña se decidió que fueran los Mig del programa Constant Peg los que la abandonaran para mantener el secreto del avión Stealth. Allí en Nevada tomaron parte en ejercicios Red Flag, aunque oficialmente solo desde 1988.
Se consideró que los F-117 pudieran tomar parte en misiones en el Líbano en 1983 y en Libia en 1986, descartandose finalmente. La primera misión de combate real fue en Panamá, la llamada "Causa Justa", pero cuando se emplearon los F-117 Nighthawk de forma masiva fue en la Guerra del Golfo en el año 1990. Se enviaron un total de 44 aparatos F-117 Nighthawk cuya tecnología furtiva los volvió prácticamente invisibles ante los radares. Los F-117 Nighthawk de la Fuerza Aérea de los Estados Unidos atacaron muchos objetivos iraquíes desde el primer momento de la Tormenta del Desierto. Luego llegaron hasta Bagdad sin ser detectados ni vistos mientras iban lanzando bombas láser de gran precisión a los enemigos iraquíes: por ello empezó a ser conocido como "El bombardero invisible de Bagdad". A partir de este momento el F-117 se volvió uno de los aviones más famosos.
El F-117 también participó en los bombardeos de la OTAN contra posiciones yugoslavas durante la Guerra de Kosovo. En esta ocasión las fuerzas yugoslavas derribaron un F-117 mediante un misil tierra-aire S-125, siendo este el único F-117 perdido en combate. Este hecho hizo replantearse la supuesta invisibilidad de dicho aparato.

### Pérdida en combate

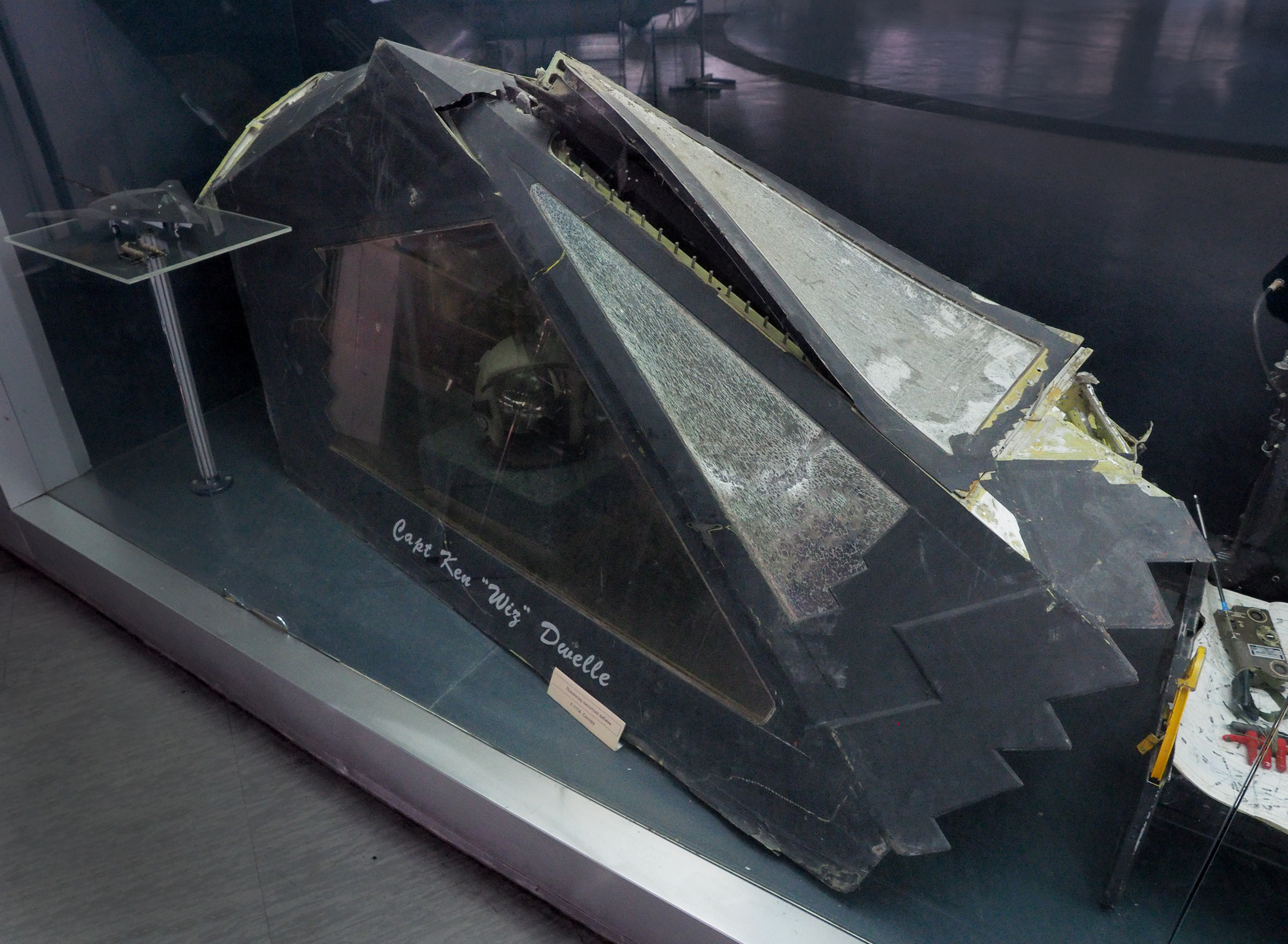
Cabina del F-117 derribado en Yugoslavia

Se perdió una unidad en combate, contra las Fuerzas Serbias, el 27 de marzo de 1999, durante la Guerra de Kosovo. El F-117A Vega 31 fue derribado por un misil S-125 Neva M (nombre OTAN SA-3). Según las Fuerzas Aliadas, los serbios fueron capaces de detectar el avión por operar sus unidades de radar en frecuencias inusualmente bajas, lo que hizo visible al blanco. El piloto sobrevivió y fue rescatado por la Fuerza Aérea; los restos del avión no fueron bombardeados debido a la presencia de los medios de comunicación en el lugar del siniestro. Los serbios invitaron a técnicos rusos a investigar el material, y estos se llevaron partes del avión Stealth a Rusia, comprometiendo 25 años de investigación de la tecnología Stealth de Estados Unidos. Varios restos del avión, como la cabina, permanecen en el Museo de la Aviación en Belgrado cerca del Aeropuerto Nikola Tesla.

### Retirada
A pesar de sus misiones con éxito en Kosovo y en la Invasión a Irak, el F-117 fue diseñado con tecnología de finales de los años 1970, y requiere un mantenimiento muy costoso. Según el programa de la Fuerza Aérea aprobado el 28 de diciembre de 2005, se propuso la retirada de todos los aviones para octubre de 2008, y así permitir la compra de más aviones F-22. Diez aviones fueron retirados en 2007 y los restantes 42 en 2008.
A finales de 2006 la escuela de entrenamiento de pilotos de F-117 fue cerrada. Los primeros 12 aviones fueron retirados el 12 de marzo de 2007 en la Base de la Fuerza Aérea de Holloman, Nuevo México. El 23 de abril de 2008 todas las unidades de F-117 que quedaban en servicio se encontraban dadas de baja. Los aviones retirados fueron llevados a la Zona de Pruebas de Tonopah (Tonopah Test Range) y fueron almacenados en hangares. Un puñado han sido reactivados en lo que se cree que son ensayos de combate de tácticas para enfrentar aviones Stealth chinos o rusos en potenciales conflictos futuros.
El primer avión de su clase está en exhibición a las afueras de la Base de la Fuerza Aérea Nellis, en Nevada. El segundo está en exhibición en Museo de la Fuerza Aérea de Wright Patterson, en Ohio.
Operacionalmente su retirada ha dejado un vacío y ha privado a Estados Unidos de un avión con gran papel disuasorio ante ciertos países, dada sus capacidades de penetración y ataque de precisión y antibúnker. Adicionalmente el F-22 Raptor, aun siendo más capaz y mucho más polivalente, tiene una bodega de armas que no le permite llevar bombas de 907 kg. Ningún avión Stealth de la USAF ha sido compatible con armas de guiado láser hasta la llegada del F-35.

## Especificaciones
Referencia datos: USAF National Museum, US Air Force

### Características generales
- Tripulación: 1 piloto
- Longitud: 20,1 m (65,9 ft)
- Envergadura: 13,2 m (43,3 ft)
- Altura: 3,8 m (12,4 ft)
- Superficie alar: 73 m² (785,8 ft²)
- Peso vacío: 13 380 kg (29 489,5 lb)
- Peso cargado: 23 800 kg (52 455,2 lb)
- Planta motriz: 2× turbofán General Electric F404-F1D2.
  - Empuje normal: 47,2 kN (4808 kgf; 10 600 lbf) de empuje cada uno.

### Rendimiento
- Velocidad máxima operativa (Vno): 993 km/h (617 MPH; 536 kt) (Mach 0,92)
- Alcance: 1722 km (930 nmi; 1070 mi)
- Techo de vuelo: 13 716 m (45 000 ft)
- Carga alar: 330 kg/m²
- Empuje/peso: 0,40Un F-117 lanzando una bomba guiada por láser GBU-27.

### Armamento
- Puntos de anclaje: 2 bodegas internas con un punto de anclaje cada una con una capacidad de 2 armas en total, para cargar una combinación de:  
  - Bombas: 

    - Bomba perforante BLU-109
    - Bomba guiada por láser GBU-10 Paveway II
    - Bomba guiada por láser GBU-12 Paveway II
    - Bomba guiada por láser GBU-27 Paveway III
    - Bombas inteligentes JDAM (guiadas por INS/GPS)
    - Bomba nuclear B61

## Controversias
Se está cuestionando si el F-117 está realmente retirado ya que se retiró oficialmente del servicio a principios de 2008. Estas controversias han surgido a partir de que la Fuerza Aérea de los Estados Unidos está certificando al F-117 para poder repostar en vuelo con el Boeing KC-46. Según  EE.UU “Lo hemos volado alguna vez que otra" ya que se han dado reportes de que se ha visto este avión en pleno vuelo. 